# Burbonowie parmeńscy
Burbonowie parmeńscy (wł. Casa di Borbone di Parma) – boczna linia Burbonów hiszpańskich rządząca Parmą w latach 1748–1802 i 1847–1859. Jej założycielem był Filip I Parmeński, książę Parmy w latach 1748–1765, syn króla Hiszpanii Filipa V, który po pokoju w Akwizgranie, kończącym wojnę o sukcesję austriacką (1740–1748), otrzymał włoskie księstwa Parmy, Piacenzy i Guastalli. Była to realizacja roszczeń do dziedzictwa jego matki Elżbiety Farnese, wnuczki księcia Parmy Ranuccio II Farnese.

Herb książąt Burbon-Parmeńscy

Herb książąt Parmy

## Najważniejsi członkowie dynastii

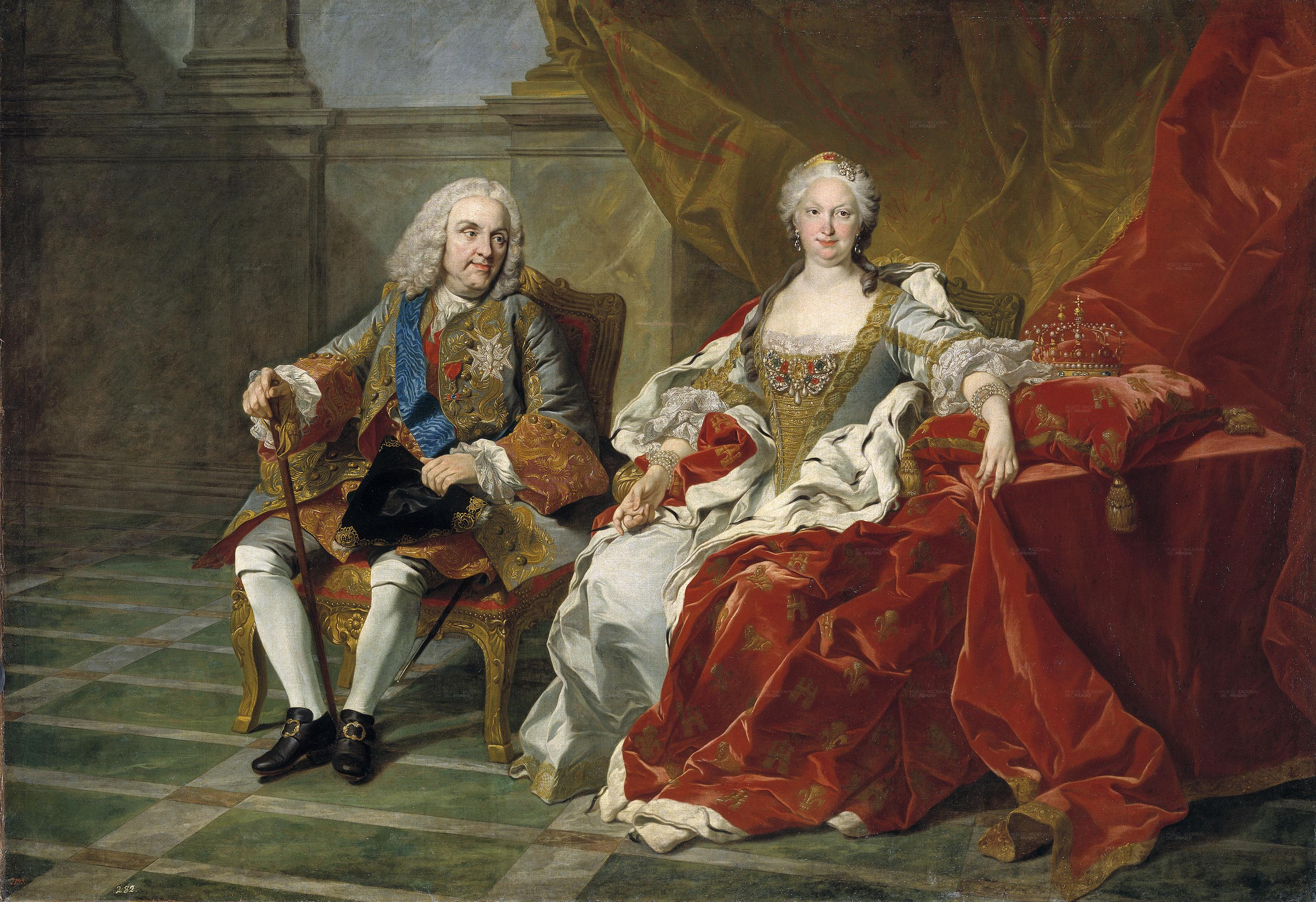
Portret króla Hiszpanii, Filipa V (1683–1746) i jego drugiej żony, królowej, Elżbiety Farnese (1692–1766), 1743.

- Filip I Parmeński – syn Filipa V, króla Hiszpanii i Elżbiety Farnese, księżniczki Parmy. W latach 1748–1765 książę Parmy;
- Izabela Maria Parmeńska – córka Filipa I, księcia Parmy i Ludwiki Elżbiety, żona cesarza, Józefa II Habsburga;
- Maria Luiza Parmeńska – córka Filipa I, księcia Parmy i Ludwiki Elżbiety, żona Karola IV, w latach 1788–1808 królowa Hiszpanii;
- Ferdynand I Parmeński – syn Filipa I, księcia Parmy i Ludwiki Elżbiety, księżniczki francuskiej, w latach 1765–1802 książę Parmy, Piacenzy i Guastalli;
- Karolina Parmeńska – córka Ferdynanda I, księcia Parmy, i Marii Amalii Habsburg, arcyksiężniczki austriackiej, żona Maksymiliana Wettyna;
- Ludwik I Parmeński – syn Ferdynanda I Burbona, księcia Parmy, i Marii Amalii Habsburg, arcyksiężniczki austriackiej, w latach 1801–1803 król Etrurii;
- Karol II Parmeński – syn Ludwika I, księcia Piacenzy i Marii Ludwiki, infantki hiszpańskiej, w latach 1803–1807 król Etrurii, w latach 1815–1847 książę Lukki, w latach 1847–1849 książę Parmy, Piacenzy i Guastalli;
- Karol III Parmeński – syn Karola II, księcia Parmy i Marii Teresy, księżniczki sabaudzkiej, w latach 1849–1854 książę Parmy, Piacenzy i Guastalli;
- Maria Antonina Parmeńska – córka Ferdynanda I, księcia Parmy i Marii Amalii Habsburg, arcyksiężniczki Austrii, księżniczka Parmy;
- Charlotte Parmeńska – córka Ferdynanda I Parmeńskiego i Marii Habsburg, księżniczka Parmeńska;
- Maria Ludwika Carlota Parmeńska – córka Ludwika I Parmeńskiego i Marii Ludwiki. Żona Maksymiliana Wettyna, księżniczka Saksonii;
- Robert I Parmeński – syn Karola III, księcia Parmy, i Ludwiki d'Artois, w latach 1854–1860 książę Parmy, Piacenzy i Guastalli;
- Maria Luiza Parmeńska – córka Roberta I księcia Parmy i Marii Pii, księżniczki Królestwa Obojga Sycylii, caryca i księżna Bułgarii, księżna Parmy;
- Eliasz Parmeński – syn Roberta Parmeńskiego, księcia Parmy i Marii Pia;
- Sykstus Parmeński – syn Roberta I i infantki, Marii Antoniny Portugalskiej;
- Ksawery Parmeński – syn księcia Parmy – Roberta I i infantki, Marii Antoniny Portugalskiej, w latach 1952–1975 karlistowski pretendent na hiszpański tron;
- Karol Hugo Parmeński – syn Ksawerego, tytularnego księcia Parmy i Magdaleny de Bourbon-Busset, książę Parmy i Piacenzy;
- Karol Ksawery Parmeński – syn karlistowskiego pretendenta do tronu Hiszpanii, księcia, Karola Hugona i księżniczki, Ireny Holenderskiej;
- Jaime Bernard Parmeński – syn Karola Parmeńskiego, księcia Parmy i Piacenzy, i Ireny, księżniczki holenderskiej;
- Sykstus Henryk Parmeński – syn Ksawerego, tytularnego księcia Parmy i ówczesnego regenta karlistów oraz Magdaleny de Burbon-Busset. Od 1977 karlistowski pretendent na hiszpańskim tronie,
- Zyta Parmeńska – córka Roberta I, księcia Parmy i Marii Antoniny, księżniczki portugalskiej, żona Karola I Habsburga;
- Feliks Parmeński – syn Roberta I Parmeńskiego – księcia Parmy i Marii Antoniny Portugalskiej. Jego żoną była Szarlota;
- René Parmeński – syn Roberta I Parmeńskiego – księcia Parmy i Marii Antoniny Portugalskiej;
- Anna Parmeńska – córka księcia, René Parmeńskiego oraz Małgorzaty. Rumuńska szlachcianka, żona Michała I;
- Michał Parmeński – syn księcia, René Parmeńskiego oraz Małgorzaty, księżnej Danii. Francuski biznesmen i kierowca wyścigowy;
- Alicja Parmeńska – córka Karola III Parmeńskiego i francuskiej księżniczki, Ludwiki d'Artois. Księżniczka Parmy, wielka księżna Toskanii.